# Haiga

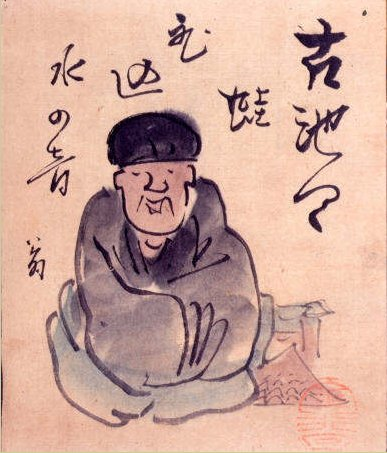
Portrait de Matsuo Bashō par Yokoi Kinkoku, c. 1820. la calligraphie renvoie à l'une des poèmes haiku les plus connus de Bashō : Furu ike ya / kawazu tobikomu / mizu no oto (un vieil étang / une grenouille saute dans / le son de l'eau).

Le haiga (俳画), (« dessin haikai »), est un style de peinture japonaise qui incorpore l'esthétique des haiku. Les haiga sont généralement peints par des poètes haïku (haijin) et souvent accompagnés de poèmes haiku. Comme la forme poétique qu'il accompagne, le haiga est fondé sur des observations simples et souvent profondes du monde quotidien. Stephen Addiss souligne que « puisqu'ils sont tous deux créés avec le même pinceau et la même encre, l'ajout d'une image à un haïku est [...] une activité naturelle ».
Du point de vue stylistique, les haiga varient considérablement en fonction des préférences et de la formation de chaque peintre mais présentent généralement des influences formelle de l'école Kanō, de la peinture minimaliste zen et du ōtsu-e, tout en partageant à la fois l'esthétique de la tradition nanga. Quelques-uns ont été reproduits en impressions sur bois. Les sujets peints varient également beaucoup mais sont généralement des éléments mentionnés en calligraphie ou images poétiques qui ajoutent sens ou profondeur à ceux exprimés par le poème. La lune est un sujet commun dans ces poèmes et peintures, parfois représentée par le cercle zen ensō qui évoque un certain nombre d'autres significations, dont celle de l'absence. D'autres thèmes, allant du mont Fuji aux toits, sont souvent représentés avec un minimum de coups de pinceau, évoquant ainsi l'élégance et la beauté dans la simplicité.

## Histoire

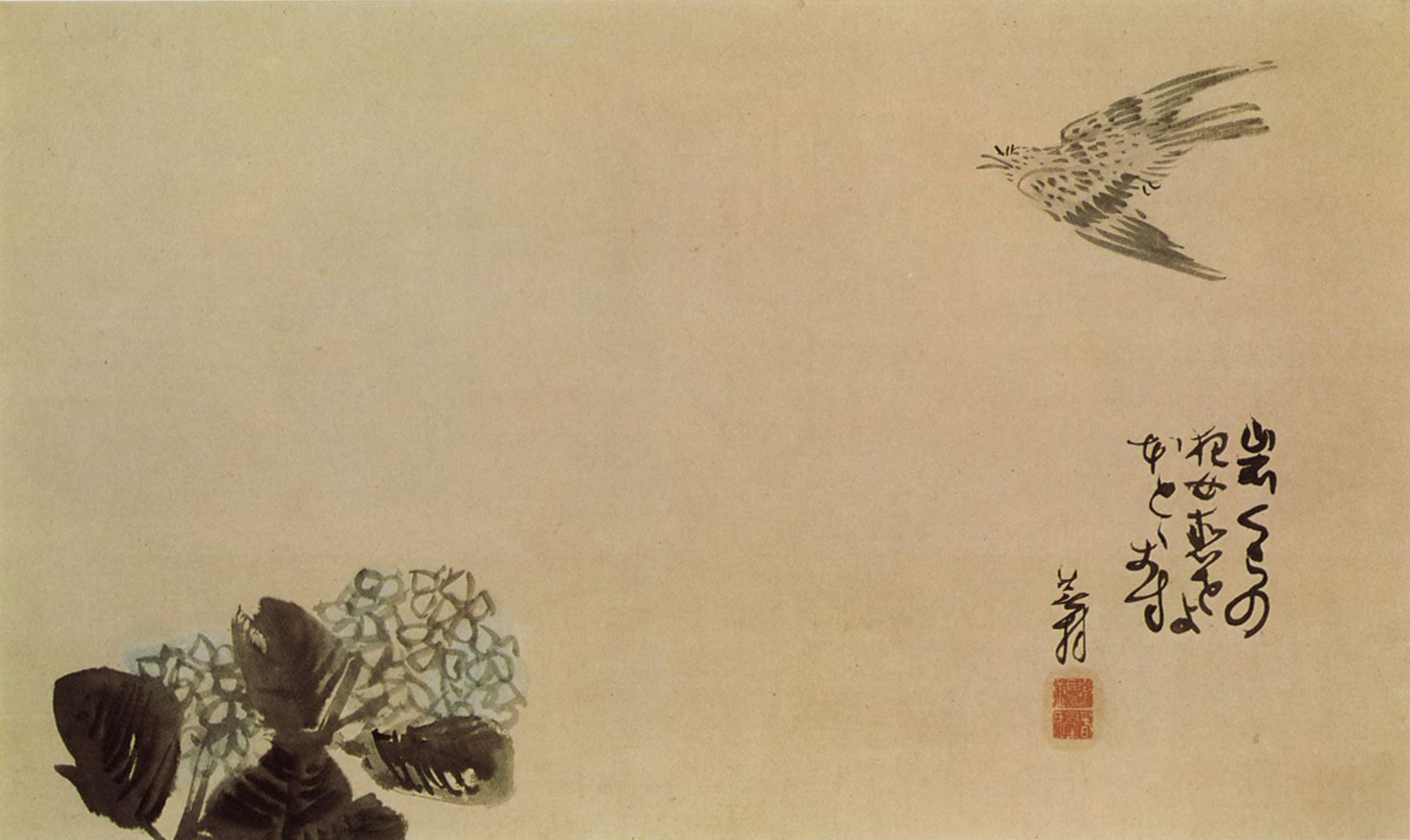
Un petit coucou s'approche d'un hydrangea par Yosa Buson.

Nonoguchi Ryūho (1595-1669), un élève de Kanō Tannyū, est parfois crédité de la découverte de ce style. Bien que la poésie est souvent accompagnée par des images depuis des siècles, Ryūho est le premier poète à inclure régulièrement des peintures aux côtés de sa calligraphie.
Matsuo Bashō, mondialement connu comme le maître incontestable du haïku, peint également fréquemment. Le haiga devient un style majeur de la peinture en raison de l'association avec ses célèbres haïku. Comme ses poèmes, les peintures de Bashō sont empreintes d'une simplicité qui révèle une grande profondeur, en complément des poèmes qui leur sont associés. Vers la fin de sa vie, il étudie la peinture auprès de Morikawa Kyoriku, son élève en poésie ; les créations des deux hommes bénéficient de l'échange et un certain nombre de travaux sont réalisés en combinant la peinture de Morikawa avec la poésie et la calligraphie de Bashō.
La composition de haiku et la peinture d'images qui les accompagnent est un passe-temps habituel des esthètes de l'époque d'Edo qui poursuivent ces activités durant leur temps libre ou lors de réunions amicales comme forme commune de divertissement. Le célèbre romancier Ihara Saikaku est une des nombreuses personnes qui y prend part bien que n'étant normalement associé ni à la poésie ni à la peinture. En revanche, le peintre nan-ga Yosa Buson, généralement considéré comme un maître du haïku juste après Bashō, passe pour être « le seul artiste à être inclus dans les recensions à la fois de grands poètes et grands peintres de l'histoire japonaise ».
Contrairement à d'autres écoles de peinture qui maintiennent un ensemble standard de styles transmis de maître à apprenti, le genre haiga englobe une variété d'artistes avec des approches différentes. Certains, comme Bashō, sont essentiellement des poètes accompagnant leurs compositions de simples croquis tandis que d'autres, comme Buson, sont d'abord des peintres qui consacrent plus d'espace à la peinture et placent les images au centre des compositions. Maruyama Goshun et Ki Baitei sont parmi ceux qui ont tendance à peindre des portraits de poètes et autres personnalités dans un style relativement rapide et détaché qui semble un peu caricatural à l'œil moderne. Quelques peintures haiga, comme celles de Morikawa Kyoriku, reflètent la formation formelle des artistes tandis que d'autres, comme celles de Nakahara Nantenbō, rappellent les antécédents zen de l'artiste.
La tendance générale qui se développe au fil du temps en dépit de cette grande variété, est un glissement progressif des cercles de peintres lettrés (bunjin) dans le sillage de l'école Shijō du peintre naturaliste Maruyama Ōkyo. Ce mouvement est effectué principalement par Maruyama Goshun et s'observe aussi dans les œuvres de Yamaguchi Soken. Quelques peintres ultérieurs, tel que Takebe Sōchō, sont influencés par les styles du genre ukiyo-e  et utilisent la couleur dans des œuvres très détaillées.
Bien que des kaiga de style traditionnel sont produits encore aujourd'hui, les artistes contemporains se livrent à des expériences avec le style, le couplage des haïku à l'imagerie numérique, la photographie et autres médias.

## Quelques peintres haiga
- Enomoto Kikaku
- Hakuin Ekaku
- Kaga no Chiyo
- Kobayashi Issa
- Matsumura Goshun
- Matsuo Bashō
- Nonogouchi Ryuho
- Sakai Hōitsu
- Sengai Gibon
- Yosa Buson

## Source de la traduction
- (en) Cet article est partiellement ou en totalité issu de l’article de Wikipédia en anglais intitulé « Haiga » (voir la liste des auteurs).